# Edoardo Girardi
Edoardo Girardi, né le 22 octobre 1985 à Busto Arsizio, est un coureur cycliste italien.

## Palmarès
- 2005
  - Freccia del Riso
- 2006
  - Medaglia d'Oro Pagani-Landoni
  - Astico-Brenta
- 2007
  - Grand Prix de Poggiana
  - 2e de la Coppa Messapica
  - 3e de la Coppa Città di San Daniele
- 2008
  - Classica di Colbuccaro
  - 2e du Grand Prix de la ville de Felino
  - 3e de la Ruota d'Oro

## Classements mondiaux
| Année           | 2007 | 2008 | 2009 | 2010 | 2011 | 2012 |
| --------------- | ---- | ---- | ---- | ---- | ---- | ---- |
| UCI Europe Tour | 819e | 277e |      |      | 573e | 891e |